# Cuaespinós emplomallat
El cuaespinós emplomallat (Leptasthenura platensis) és una espècie d'ocell de la família dels furnàrids (Furnariidae).

## Hàbitat i distribució
Terrenys amb arbres i arbusts a les terres baixes i muntanyes del sud-est del Brasil, Uruguai i Argentina.